# فهرست حزب‌ها در ایران
حزب‌ها در ایران امکان فعالیت آزادانه ندارند. طبق آمار شاخص دموکراسی، در نظام جمهوری اسلامی تکثرگرایی سیاسی «صفر» است و طبق قانون اساسی جمهوری اسلامی ایران هیچ‌یک از افراد و احزاب مخالف نظام جمهوری اسلامی حق فعالیت سیاسی، اجرا و بر عهده‌گیری سمت‌های مختلف را ندارند و به رسمیت شناخته نمی‌شوند.

## حزب‌های فعال در ایران

### اصول‌گرایان
| حزب                               | رهبر                   |
| --------------------------------- | ---------------------- |
| جامعه روحانیت مبارز               | مصطفی پورمحمدی         |
| جامعه مدرسین حوزه علمیه قم        | سید هاشم حسینی بوشهری  |
| حزب مؤتلفه اسلامی                 | اسدالله بادامچیان      |
| جمعیت ایثارگران انقلاب اسلامی     | محمد جواد عامری شهرابی |
| جمعیت رهپویان انقلاب اسلامی       | مالک شریعتی            |
| جبهه پایداری انقلاب اسلامی        | صادق محصولی            |
| جامعه اسلامی مهندسین              | محمدرضا باهنر          |
| انجمن اسلامی پزشکان ایران         | حسین‌علی شهریاری        |
| جامعه زینب                        | اعظم حاجی‌عباسی         |
| فدائیان اسلام                     | محمدمهدی عبدخدایی      |
| حزب تمدن اسلامی                   | محمد مهدوی             |
| جمعیت وفاداران انقلاب اسلامی      | حبیب‌الله بوربور        |
| حزب نواندیشان ایران اسلامی        | امیر محبیان            |
| کانون دانشگاهیان ایران اسلامی     | سید محمد حسینی         |
| حزب توسعه و عدالت ایران اسلامی    | مهدی وکیل‌پور           |
| حزب سبز ایران                     | حسین کنعانی‌مقدم        |
| جمعیت پیشرفت و عدالت ایران اسلامی | محمدسعید احدیان        |
| جمعیت آبادگران جوان ایران اسلامی  | مهدی چمران             |

### اصلاح‌طلبان
| حزب                                | رهبر                    |
| ---------------------------------- | ----------------------- |
| مجمع روحانیون مبارز                | سید محمد موسوی خوئینی‌ها |
| حزب اعتماد ملی                     | الیاس حضرتی             |
| حزب جمهوریت ایران اسلامی           | رسول منتجب‌نیا           |
| انجمن پژوهشگران سیاسی              | مهدی نجاتی              |
| حزب اسلامی کار                     | حسین کمالی              |
| سازمان عدالت و آزادی ایران اسلامی  | امیر طاهری              |
| حزب ندای ایرانیان                  | سید شهاب‌الدین طباطبایی  |
| حزب اتحاد ملت ایران اسلامی         | آذر منصوری              |
| مجمع مدرسین و محققین حوزه علمیه قم | سید حسین موسوی تبریزی   |
| انجمن اسلامی جامعه پزشکی ایران     | محمدرضا ظفرقندی         |
| مجمع نیروهای خط امام               | سید هادی خامنه‌ای        |
| حزب همبستگی ایران اسلامی           | علی‌اصغر احمدی           |
| شورای عالی پژوهش و فناوری          | رضا علوی تهرانی         |
| حزب مردم‌سالاری                     | مصطفی کواکبیان          |
| حزب اراده ملت ایران                | احمد حکیمی‌ پور          |
| جمعیت زنان جمهوری اسلامی           | زهرا مصطفوی             |
| مجمع اسلامی بانوان                 | فاطمه کروبی             |
| خانه کارگر                         | علیرضا محجوب            |

## سایر احزاب مستقل داخل ایران
| حزب                      | رهبر             |
| ------------------------ | ---------------- |
| کارگزاران سازندگی        | غلامحسین کرباسچی |
| حزب اعتدال و توسعه       | محمدباقر نوبخت   |
| حزب مستقل و اعتدال ایران | قدرتعلی حشمتیان  |
| حزب اسلامی رفاه کارگران  | حسن فرجی         |
| حزب نوآوران استان تهران  | حمید یزدانیان    |

| حزب                                                   | ایدئولوژی                          | دین             | سیستم پیشنهادی برای اداره کشور | رهبر                                 |
| ----------------------------------------------------- | ---------------------------------- | --------------- | ------------------------------ | ------------------------------------ |
| جبهه ملی ایران                                        | ملی‌گرایی ایرانی                    | سکولار          | جمهوری پارلمانی                | سید حسین موسویان                     |
| حزب ایران (عضو جبهه ملی ایران)                        | ملی‌گرایی ایرانی - سوسیال دموکرات   | سکولار          | جمهوری پارلمانی                | این حزب توسط کمیته مرکزی اداره می‌شود |
| حزب مردم ایران (عضو جبهه ملی ایران)                   | ملی‌گرایی ایرانی -\| سوسیال دموکرات | سکولار          | جمهوری پارلمانی                | محمدصادق مسرت                        |
| حزب سوسیال دموکرات و لائیک ایران (عضو جبهه ملی ایران) | ملی‌گرایی ایرانی- \| سوسیال دموکرات | لاییک           | جمهوری پارلمانی                | فرهنگ قاسمی                          |
| حزب ملت ایران                                         | پان‌ایرانیسم \| سوسیال دموکرات      | سکولار          | جمهوری پارلمانی                | شاه ویسی                             |
| نهضت آزادی ایران                                      | لیبرال اسلامی                      | لیبرال اسلام‌گرا | جمهوری                         | محمد توسلی                           |
| مکتب قرآن                                             | اسلام‌گرایی                         | اهل سنت         | جمهوری پارلمانی                | حسن امینی                            |
| جنبش مسلمانان مبارز                                   | سوسیال دموکرات                     |                 | جمهوری پارلمانی                | حبیب‌الله پیمان                       |
| شورای فعالان ملی-مذهبی ایران                          | سوسیال دموکرات                     |                 | جمهوری پارلمانی                |                                      |

## حزب‌های مخالف جمهوری اسلامی در خارج از کشور

### جمهوری‌خواهان
| حزب                                                   | ایدئولوژی                                   | رهبر                                                                 | مقر                                 |
| ----------------------------------------------------- | ------------------------------------------- | -------------------------------------------------------------------- | ----------------------------------- |
| کنگره ملی ایرانیان                                    | ملی‌گرایی، سکولاریسم، فدرالیسم ، محافظه کار  | امیرعباس فخرآور                                                      | ایالات متحده آمریکا                 |
| حزب مرز پرگهر                                         | ملی‌گرایی ایرانی                             | روزبه فراهانی‌پور                                                     | ایالات متحده آمریکا                 |
| اتحاد جمهوری‌خواهان ایران                              | سکولار سوسیال دموکرات                       |                                                                      | اتحادیه اروپا · ایالات متحده آمریکا |
| همبستگی جمهوری‌خواهان ایران                            | سکولار                                      | علی افشاری                                                           | اتحادیه اروپا · ایالات متحده آمریکا |
| سازمان‌های جبهه ملی ایران در خارج از کشور              | ملی‌گرایی سکولار                             | کامبیز قائم مقام، بهمن مبشری، همایون مهمنش، پوریا مطهری، بهمن انواری | اتحادیه اروپا · ایالات متحده آمریکا |
| حزب سوسیال دموکرات و لائیک ایران (عضو جبهه ملی ایران) | ملی‌گرایی ایرانی - \| سوسیال دموکرات - لاییک | فرهنگ قاسمی                                                          | اتحادیه اروپا                       |
| حزب چپ ایران                                          | سوسیال دموکرات                              | بهروز خلیق                                                           | اتحادیه اروپا                       |
| سازمان سوسیالیست‌های ایران                             | سوسیال دموکرات                              | منصور بیات زاده                                                      | اتحادیه اروپا                       |

### سلطنت‌طلب
سازمان‌های سیاسی سلطنت‌طلب که خواهان بازگرداندن دودمان پهلوی به سلطنت هستند:
| حزب                             | ایدئولوژی            | رهبر                      | مقر                 |
| ------------------------------- | -------------------- | ------------------------- | ------------------- |
| انجمن پادشاهی ایران             |                      |                           | ایالات متحده آمریکا |
| حزب مشروطه ایران–لیبرال دموکرات | لیبرالیسم            | فؤاد پاشایی               | ایالات متحده آمریکا |
| شورای ملی ایران                 |                      | رضا پیرزاده نازیلا گلستان | فرانسه              |
| ایران نوین                      | لیبرالیسم کاپیتالیسم | —                         | ایالات متحده آمریکا |

### فدرالیست‌ها و احزاب قوم گرا (منطقه ای)
| حزب                                    | منطقه     | رهبر                    | مقر                                            |
| -------------------------------------- | --------- | ----------------------- | ---------------------------------------------- |
| حزب دموکرات کردستان ایران              | کردستان   | مصطفی هجری              | اقلیم کردستان عراق                             |
| حزب کومله کردستان ایران                | کردستان   | عبدالله مهتدی           | اقلیم کردستان عراق                             |
| کومله سازمان کردستان حزب کمونیست ایران | کردستان   | ابراهیم علیزاده         | اقلیم کردستان عراق                             |
| حزب آزادی کردستان                      | کردستان   | حسین یزدان‌پناه          | اقلیم کردستان عراق                             |
| سازمان خبات انقلابی کردستان ایران      | کردستان   | بابا شیخ حسینی          | اقلیم کردستان عراق                             |
| حزب حیات آزاد کردستان                  | کردستان   | امیر کریمی و پیمان ویان | اقلیم کردستان عراق                             |
| حزب راه آزادی قشقایی                   | فارس      | روح‌الله مرادی قشقایی    | سوئیس                                          |
| جنبش آزادی‌بخش ملی آذربایجان جنوبی      | آذربایجان | پیروز دیلنچی            | جمهوری آذربایجان · ترکیه · ایالات متحده آمریکا |
| جنبش بیداری ملی آذربایجان جنوبی        | آذربایجان | محمودعلی چهرگانی        | جمهوری آذربایجان · ترکیه · ایالات متحده آمریکا |
| حزب همبستگی ملی بلوچستان               | بلوچستان  | حبیب الله سربازی        | آلمان                                          |
| حزب مردم بلوچستان                      | بلوچستان  | ناصر بلیده‌ای            | سوئد                                           |
| جبهه متحد کرد                          | کردستان   | رحیم فرهمند             |                                                |

### گروه‌های چپ (سوسیالیست و کمونیست)
| حزب                                               | رهبر         | مقر              |
| ------------------------------------------------- | ------------ | ---------------- |
| شورای ملی مقاومت ایران                            | مریم رجوی    | فرانسه · آلبانی  |
| سازمان مجاهدین خلق ایران                          | زهرا مریخی   | فرانسه · آلبانی  |
| حزب سبزهای ایران                                  | کاظم موسوی   | آلمان            |
| حزب توده ایران                                    | محمد امیدوار | آلمان · بریتانیا |
| حزب کمونیست ایران                                 | ناشناخته     | ناشناخته         |
| حزب کمونیست ایران (مارکسیست-لنینیست-مائوئیست)     | ناشناخته     | ناشناخته         |
| حزب رنجبران ایران                                 | ناشناخته     | سوئد             |
| حزب کار ایران                                     | ناشناخته     | آلمان            |
| حزب کمونیست کارگری ایران                          | حمید تقوایی  | آلمان            |
| چریک‌های فدایی خلق ایران                           | اشرف دهقانی  | بریتانیا         |
| سازمان فداییان خلق ایران (اکثریت)                 | بهروز خلیق   | آلمان            |
| سازمان چریک‌های فدایی خلق ایران – پیرو برنامه هویت | مهدی سامع    | فرانسه           |
| سازمان چریک‌های فدایی خلق ایران                    | حسین زهری    | آلمان            |
| سازمان کارگران انقلابی ایران – راه کارگر          | ناشناخته     | آلمان            |